# 戴尔·汉密尔顿
戴尔·B·汉密尔顿（英語：Dale B. Hamilton，1919年8月16日—1994年8月12日），美国NBA联盟前职业篮球运动员。